# Acremodontina carinata
Acremodontina carinata là một loài ốc biển rất nhỏ, là động vật thân mềm chân bụng sống ở biển trong họ Liotiidae.